# Фюрфельд
Фюрфельд (нім. Fürfeld) — громада в Німеччині, розташована в землі Рейнланд-Пфальц. Входить до складу району Бад-Кройцнах. Складова частина об'єднання громад Бад-Кройцнах.
Площа — 12,48 км2. Населення становить 1583 ос. (станом на 31 грудня 2020).